# Bosellia mimetica
Bosellia mimetica is een slakkensoort uit de familie van de Plakobranchidae. De wetenschappelijke naam van de soort is voor het eerst geldig gepubliceerd in 1891 door Trinchese.